# Élections sénatoriales françaises de 1971
Des élections sénatoriales  se sont déroulées le 26 septembre 1971. Elles ont eu pour but de renouveler la série A (soit un tiers) du Sénat.

## Composition du Sénat après renouvellement

### Sièges par groupe
|                        |                                                                    |        |  |  |  |  |
| Groupes parlementaires | Groupes parlementaires                                             | Sièges |  |  |  |  |
|                        | Groupe des Républicains indépendants (RI)                          | 59     |  |  |  |  |
|                        | Groupe socialiste (SOC)                                            | 49     |  |  |  |  |
|                        | Groupe de l'Union Centriste des Démocrates de Progrès (UCDP)       | 46     |  |  |  |  |
|                        | Groupe de la Gauche démocratique (GD)                              | 38     |  |  |  |  |
|                        | Groupe d'Union des Démocrates pour la République (UDR)             | 38     |  |  |  |  |
|                        | Groupe communiste (COM)                                            | 18     |  |  |  |  |
|                        | Groupe du Centre républicain d'action rurale et sociale (CRARS)    | 16     |  |  |  |  |
|                        | Groupe de l'Union des sénateurs non inscrits à un groupe politique | 19     |  |  |  |  |
|                        |                                                                    |        |  |  |  |  |
| Total                  | Total                                                              | 283    |  |  |  |  |

Alain Poher, est réélu président du Sénat le 2 octobre 1971.

## Élection du président du Sénat
| Candidat             | Candidat             | Département d’élection | Parti                | Voix | %     |
| -------------------- | -------------------- | ---------------------- | -------------------- | ---- | ----- |
|                      | Alain Poher          | Val-de-Marne           | UCDP                 | 199  | 88,05 |
|                      | Georges Cogniot      | Paris                  | COM                  | 26   | 11,50 |
|                      | Divers               |                        |                      | 1    | 0,44  |
|                      |                      |                        |                      |      |       |
| Votes exprimés       | Votes exprimés       | Votes exprimés         | Votes exprimés       | 226  | 85,28 |
| Votes blancs ou nuls | Votes blancs ou nuls | Votes blancs ou nuls   | Votes blancs ou nuls | 39   | 14,72 |
| Votants              | Votants              | Votants                | Votants              | 265  | 100   |